# راؤول باز
راؤول باز هو مغني وملحن كوبي، ولد في 1969 في San Luis, Pinar del Río ‏ في كوبا.

## وصلات خارجية
- الموقع الرسمي
- راؤول باز على موقع ميوزك برينز (الإنجليزية)
- راؤول باز على موقع ديسكوغز (الإنجليزية)